# Liczba ludności rolniczej w Polsce
Liczba ludności rolniczej w Polsce – obejmuje osoby utrzymujące się wyłącznie lub głównie z dochodów z pracy w swoim gospodarstwie rolnym.
Ludność rolnicza oznacza osoby kierujące gospodarstwem rolnym wraz z członkami rodziny mieszkającymi w gospodarstwie domowym.
Szersze pojęcie odnosi się do definicji ludności wiejskiej, które obejmuje wszystkie osoby zamieszkałe na obszarach wiejskich.
Praca w gospodarstwie rolnym oznacza, że osoby utrzymują się z dochodów związanych z produkcją roślinną i zwierzęcą, pracują na rachunek własny, a także pomagają systematycznie i bez umownego wynagrodzenia członkom rodziny, wchodzących w skład wspólnego gospodarstwa domowego.

## Liczba ludności rolniczej w latach 1955–1969
Według danych Głównego Urzędu Statystycznego z 1971 r. do ludności rolniczej zaliczano utrzymujących się wyłącznie z pracy w rolnictwie oraz ludność z mieszanym źródłem utrzymania w gospodarstwach o powierzchni ogólnej powyżej 2 ha. Do ludności o mieszanym źródle dochodów zaliczano osoby związane z gospodarstwami rolnymi o powierzchni ogólnej od 0,2 ha do 2,0 ha, której głównym lub ubocznym źródłem utrzymania była praca poza rolnictwem.
Ogólna liczba ludności rolniczej, obejmująca osoby wywodzące się z indywidualnych gospodarstw rolnych, rolniczych spółdzielni produkcyjnych (RSP) i państwowych gospodarstw rolnych (PGR) przedstawiała się następująco (w tys.);
| Rok  | Ludność rolnicza ogółem | Ludność rolnicza w gospodarstwach indywidualnych i RSP | Ludność rolnicza w PGR |
| ---- | ----------------------- | ------------------------------------------------------ | ---------------------- |
| 1955 | 11 721                  | 10 845                                                 | 876                    |
| 1960 | 11 678                  | 10 964                                                 | 714                    |
| 1965 | 12 008                  | 11 348                                                 | 660                    |
| 1969 | 11 836                  | 11 201                                                 | 635                    |

## Liczba ludności rolniczej wg danych z 1981 r.
W 1981 r. Główny Urząd Statystyczny przedstawił liczbę ludności rolniczej według odmiennej metodyki i to wyłącznie obejmujące ludność w indywidualnych gospodarstwach rolnych.
Ludność w gospodarstwach domowych z użytkowaniem indywidualnego gospodarstwa rolnego według powierzchni gospodarstwa przedstawiała się następująco (w tys.):
| Rok  | Ogółem | Gospodarstwa rolne o powierzchni [ha] | Gospodarstwa rolne o powierzchni [ha] | Gospodarstwa rolne o powierzchni [ha] | Gospodarstwa rolne o powierzchni [ha] | Gospodarstwa rolne o powierzchni [ha] |
| Rok  | Ogółem | <0,5                                  | 0,5–2                                 | 2–5                                   | 6-10                                  | >10                                   |
| ---- | ------ | ------------------------------------- | ------------------------------------- | ------------------------------------- | ------------------------------------- | ------------------------------------- |
| 1970 | 13 658 | 1297                                  | 2787                                  | 3755                                  | 3802                                  | 1987                                  |
| 1978 | 9801   | 78                                    | 2115                                  | 2972                                  | 2897                                  | 1960                                  |

Ludność w gospodarstwach domowych z użytkowaniem indywidualnego gospodarstwa rolnego pracująca głównie w swoim gospodarstwie według grup wieku oraz ludność jako osoby gospodarujące i jako osoby pomagające, przedstawiała się następująco (w tys.):
| Rok                                                                | Ogółem ludności | Ludność rolnicza według grup wieku | Ludność rolnicza według grup wieku | Ludność rolnicza według grup wieku | Ludność rolnicza według grup wieku | Ludność rolnicza według grup wieku | Ludność rolnicza według grup wieku |
| Rok                                                                | Ogółem ludności | <18 lat                            | 18–24                              | 25–34                              | 35–44                              | 45–59                              | > 60 lat                           |
| ------------------------------------------------------------------ | --------------- | ---------------------------------- | ---------------------------------- | ---------------------------------- | ---------------------------------- | ---------------------------------- | ---------------------------------- |
| 1970                                                               | 13 658          | 4614                               | 1558                               | 1177                               | 1755                               | 2353                               | 2192                               |
| 1978                                                               | 9901            | 2808                               | 1227                               | 1030                               | 1022                               | 2104                               | 1706                               |
| Ludność pracująca głównie w swoim gospodarstwie                    |                 |                                    |                                    |                                    |                                    |                                    |                                    |
| 1970                                                               | 5401            | 149                                | 553                                | 632                                | 1082                               | 1611                               | 1367                               |
| 1978                                                               | 3936            | 52                                 | 370                                | 534                                | 631                                | 1426                               | 921                                |
| Ludność pracująca głównie w swoim gospodarstwie jako gospodarujący |                 |                                    |                                    |                                    |                                    |                                    |                                    |
| 1970                                                               | 2637            | 1                                  | 36                                 | 234                                | 586                                | 942                                | 837                                |
| 1978                                                               | 1872            | –                                  | 28                                 | 176                                | 314                                | 789                                | 563                                |
| Ludność pracująca głównie w swoim gospodarstwie jako pomagający    |                 |                                    |                                    |                                    |                                    |                                    |                                    |
| 1970                                                               | 2764            | 148                                | 517                                | 388                                | 496                                | 669                                | 530                                |
| 1978                                                               | 2064            | 52                                 | 342                                | 358                                | 317                                | 637                                | 358                                |

## Zmiana liczby ludności rolniczej w świetle transformacji ustrojowej z 1989 r.
Ustawą z 1991 r. o gospodarowaniu nieruchomościami rolnymi Skarbu państwa powołano Agencję Własności Rolnej Skarbu Państwa w celu realizacji przekształceń własności w rolnictwie, która objęła dotychczas funkcjonujące państwowe gospodarstwa rolne. W wyniku tego procesu nastąpiło zjawisko restrukturyzacji oraz prywatyzacji mienia Skarbu państwa, co doprowadziło do faktycznego zaniku jednej grupy zawodowej w rolnictwie w postaci ludności sektora uspołecznionego w rolnictwie.
Ustawą z 1990 r. o zmianach w organizacji i działalności spółdzielczości zostały postawione w stan likwidacji związki spółdzielcze, w tym Centralny Związek Rolniczych Spółdzielni Produkcyjnych, która zachęciła niektóre rolnicze spółdzielnie produkcyjne do wygaszenia swojej działalności.
Wpływ na kształtowanie liczby ludności rolniczej miało przystąpienie Polski do Unii Europejskiej (2004) i przyjęcie Wspólnej polityki rolnej, w wyniku której nastąpiła restrukturyzacja i modernizacja gospodarstw rolnych.
Liczba ludności rolniczej w poszczególnych latach przedstawiała się następująco (w tys.):
| Rok  | Pracujący w rolnictwie ogółem | w tym w gospodarstwach indywidualnych | Członkowie rolniczych spółdzielni produkcyjnych |
| ---- | ----------------------------- | ------------------------------------- | ----------------------------------------------- |
| 1996 | 9770,4                        | 7497,5                                | –                                               |
| 2000 | 4245,9                        | 4129,8                                | 23,2                                            |
| 2010 | 2326,2                        | 2262,6                                | 11,8                                            |
| 2018 | 2324,0                        | 2262,6                                | 7,7                                             |